# Galianora
Galianora Maddison, 2006 è un genere di ragni appartenente alla famiglia Salticidae.

## Etimologia
Il genere è stato così denominato in onore dell'aracnologa María Elena Galiano ( ? - 2000).

## Caratteristiche
Le specie finora descritte hanno aspetto esteriore del corpo differente: la G. sacha ha forma allungata e colore pallido, con zampe anteriori raptatorie, mentre G. bryicola ha il corpo più compatto e di colore marrone. Esemplari non ancora descritti, provenienti dal Venezuela, sembrano avere caratteri intermedi.

## Distribuzione
Le due specie oggi note di questo genere sono state rinvenute in Ecuador.

## Tassonomia
A giugno 2011, si compone di due specie:
- Galianora bryicola Maddison, 2006 — Ecuador
- Galianora sacha Maddison, 2006[3] — Ecuador